# 蒲生田岬

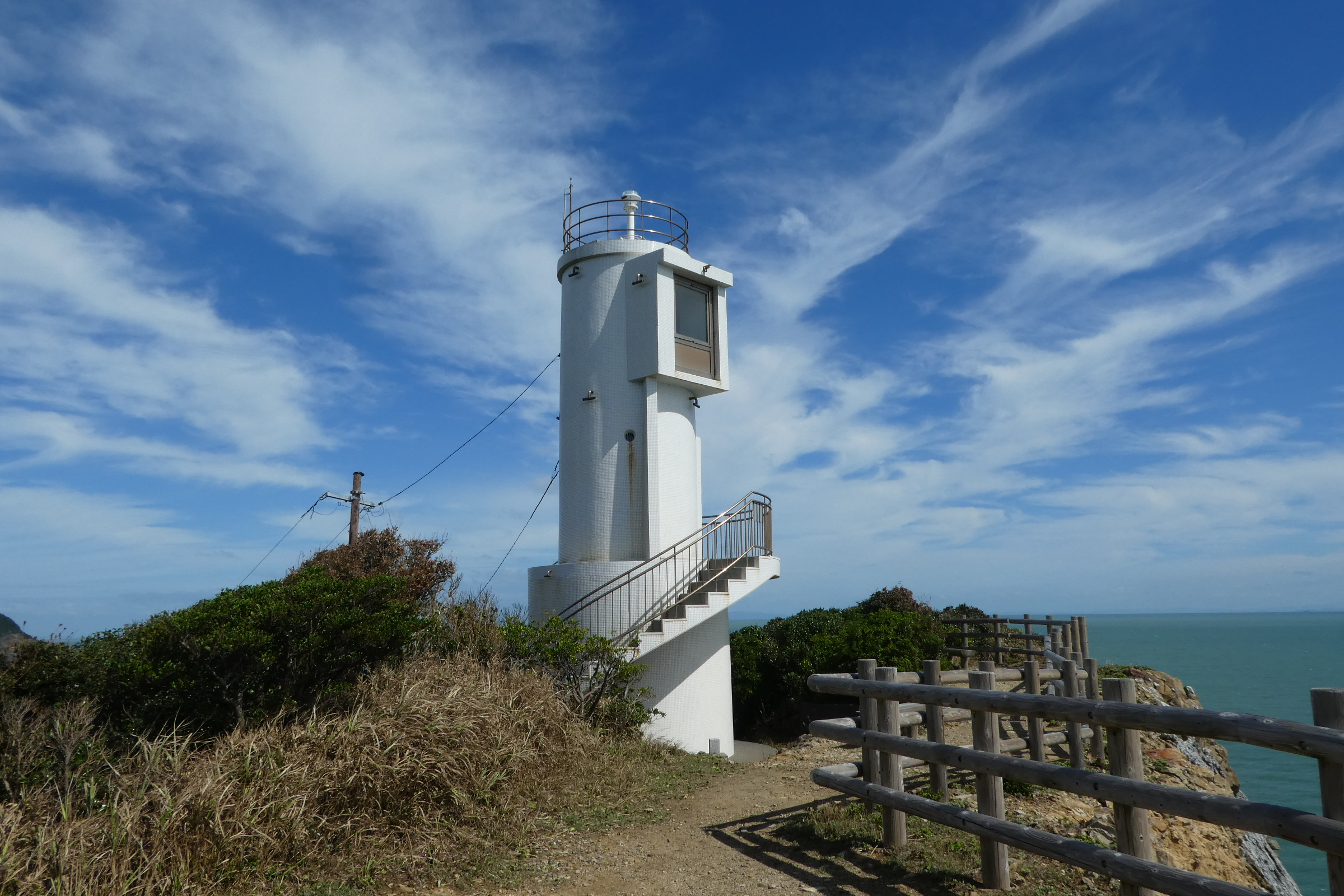
蒲生田岬灯台

蒲生田岬（かもだみさき、がもうだみさき、かもうだみさき）は、瀬戸内海紀伊水道に突き出た形の四国最東端の岬である。
徳島県阿南市椿町に位置し、室戸阿南海岸国定公園に属する。

## 地理
蒲生田岬灯台と和歌山県の紀伊日ノ御埼灯台を結んだラインは紀伊水道と太平洋を分かつ線で大阪湾および瀬戸内海の入り口をなす。領海及び接続水域に関する法律等でもこのラインが瀬戸内海と定義されている。
当岬付近はアカウミガメが産卵することで有名である。岬の周囲には島嶼が多く集まる。

## 周辺
岬の近くには、阿南市が設置した船瀬温泉があり、北方には賀立神社が鎮座する。岬の北西約2 kmに舞子島が、東方6 kmには伊島（徳島県阿南市伊島町）がある。また岬の手前には、渡り鳥が来る池があり10台ほど停められる駐車場と公衆トイレ、周囲4 kmを散策出来る遊歩道も整備されている。

## ギャラリー

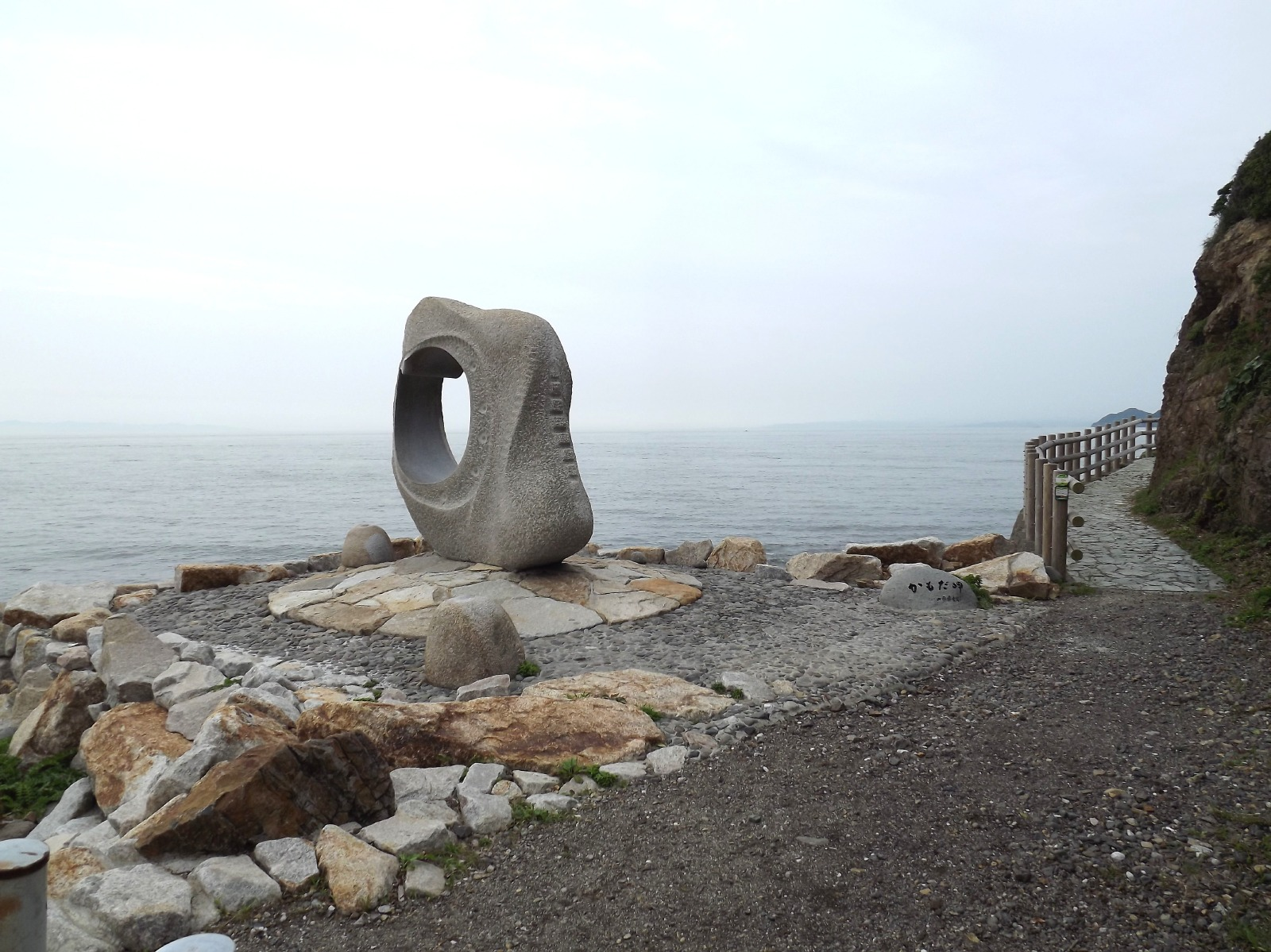
蒲生田岬の入口
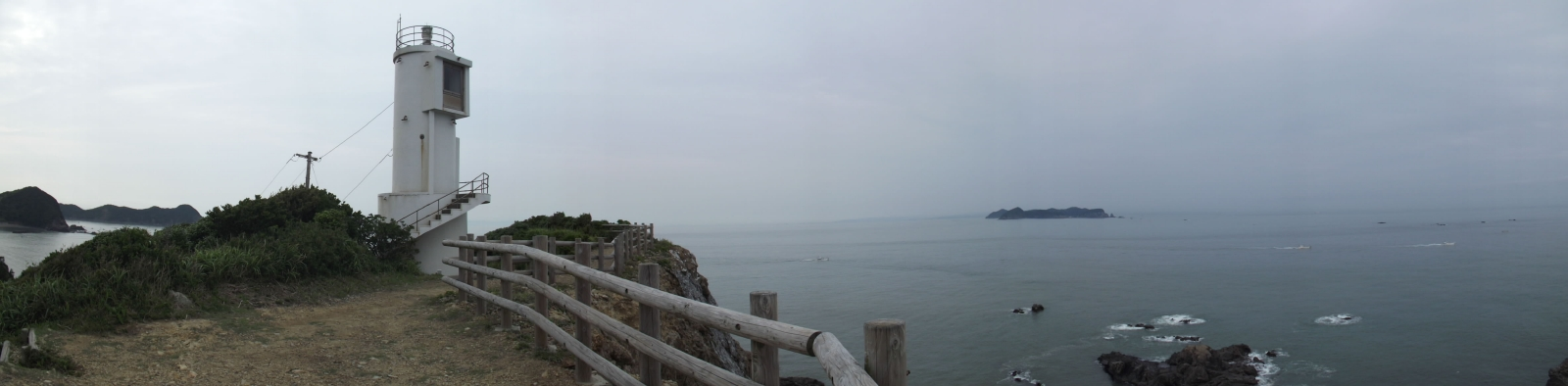
岬からの展望
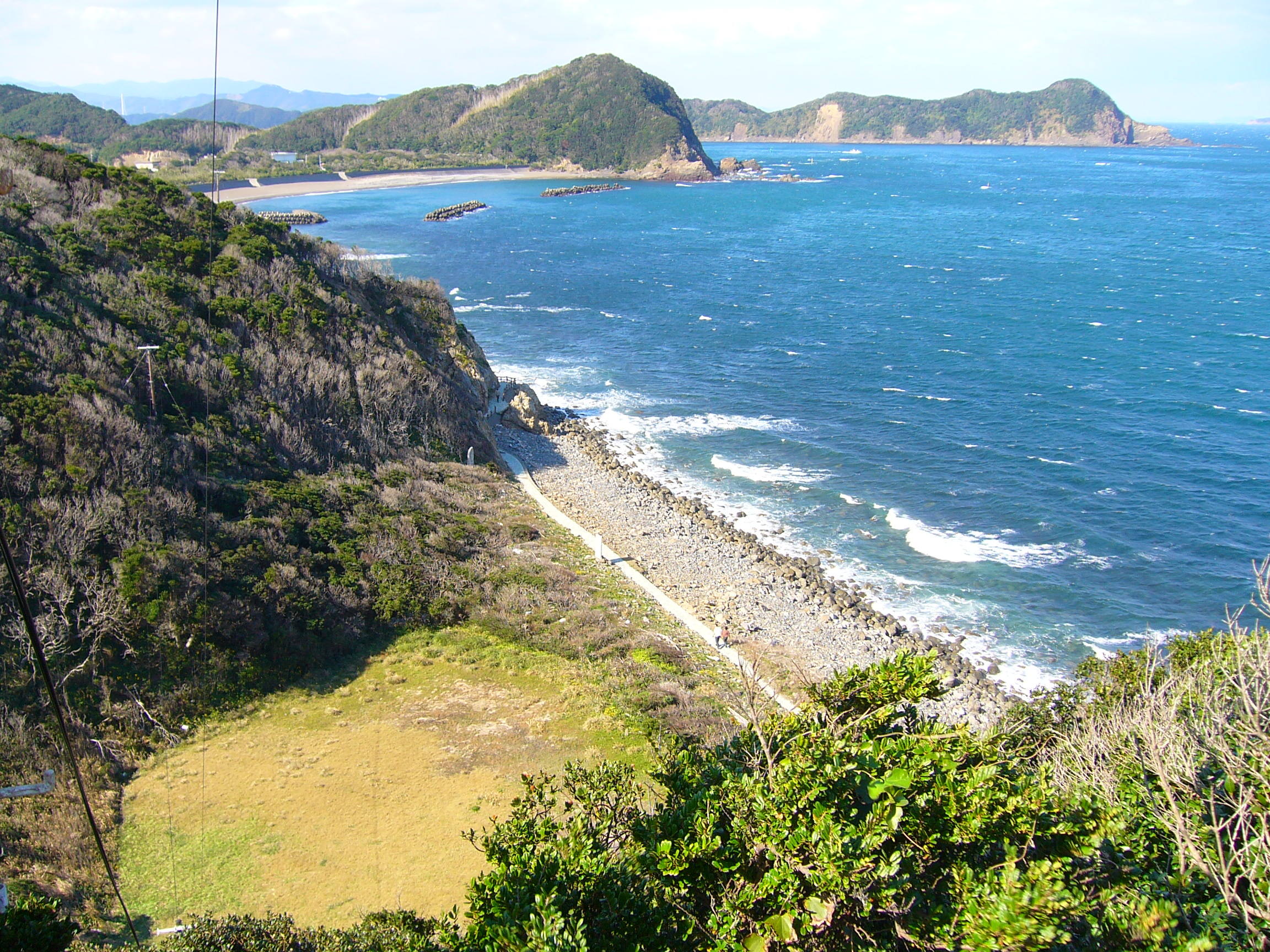
灯台から北北西を望む